# Maison Platteau
La maison Platteau est un immeuble de style Art nouveau situé dans le quartier d'Outremeuse à Liège, en Belgique. 

## Histoire
Construit en 1905, cet immeuble est l'une des toutes premières réalisations de l'architecte Maurice Devignée. Ce dernier est encore étudiant à l'Académie des Beaux-Arts lorsqu'il signe les plans de cette maison pour le compte de son ami P. Platteau, entrepreneur. Plus tard, Maurice Devignée sera l'auteur, entre autres, de l'hôtel Verlaine et la maison Dubois à Liège.

## Situation
L'immeuble se situe à Liège au no 8 de la rue Saint-Julien, une courte rue d'Outremeuse reliant la rue Puits-en-Sock à la rue de la Liberté. Deux autres immeubles de cette rue sis aux nos 2 (réalisé en 1903) et 18 (réalisé en 1907) présentent aussi des éléments de style Art nouveau.

## Description
La façade asymétrique compte deux travées et trois niveaux (deux étages). La travée de gauche où se trouve la porte d'entrée est la plus étroite. Trois matériaux sont utilisés : le grès jaune pour la moitié inférieure de la façade, la brique rouge pour la moitié supérieure et la pierre de taille pour les encadrements et quelques bandeaux dont un strié au rez-de-chaussée..
La travée de gauche possède un oriel à deux pans surmonté d'un petit toit en ardoises. Sur la travée de droite, en léger ressaut, le balcon en pierre de taille laisse apparaître des visages barbus. Des vitraux colorés sont visibles à l'oriel et sur la baie à meneau de l'étage supérieur. Les linteaux de certaines baies comme la porte d'entrée sont dentelés alors que des grappes de raisin sculptées dans la pierre apparaissent sur les pieds-droits des trois principales baies vitrées. Les cinq baies vitrées de la façade sont différentes.
La corniche à hauteurs variables est entrecoupée par deux pilastres et une fenêtre en lucarne. 
L'immeuble est repris à l'inventaire du patrimoine culturel immobilier de la Wallonie.